# José Aderaldo Castello
José Aderaldo Castello (Mombaça CE, 2 de outubro de 1921 — São Paulo SP, 8 de dezembro de 2011) foi um escritor, professor universitário e pesquisador brasileiro, estudioso da literatura brasileira. Estudou a literatura do período colonial, o modernismo e o romance do nordeste, entre outros temas, buscando revelar e preencher lacunas importantes. 

## Biografia
Veio para São Paulo decidido a cursar a faculdade de direito, mas as aulas de literatura no cursinho pré-vestibular foram tão impactantes que decidiu cursar letras. Formou-se nos anos 40 na Faculdade de Filosofia, Ciências e Letras da Universidade de São Paulo (USP), em letras clássicas. Deu aulas no Mackenzie e logo depois começou a lecionar na Universidade de São Paulo, onde permaneceu até o fim da carreira.
De 1957 a 1980 pesquisou profundamente o movimento academicista,  que resultou na publicação de 17 volumes de documentos.
De meados dos anos 60 até 1981, dirigiu o Instituto de Estudos Brasileiros de São Paulo (IEB), que fora fundado por Sérgio Buarque de Holanda. 
Foi membro do Conselho Estadual de Cultura de São Paulo e da Comissão de Avaliação dos cursos de pós-graduação em Letras e Linguística/CAPES, nos dois primeiros biênios de sua instalação.

## Obras
- Gonçalves de Magalhães - trechos escolhidos (1946)
- Biografia literária de Araripe Júnior (1949)
- A introdução do Romantismo no Brasil (1950)
- A polêmica sobre a Confederação dos Tamoios (1953)
- Machado de Assis - crítica (1953)
- A literatura no Brasil (1955) - vols. 2 e 3 (dirigida por Afrânio Coutinho)
- José Bonifácio, o velho - poesia (1957)
- O movimento academicista no Brasil (1957-1980) - 17 vols.
- Homens e intenções - cinco escritores modernistas (1959)
- Antologia do ensaio literário paulista III (1960)
- Aspectos do romance brasileiro (1960)
- José Lins do Rego: modernismo e regionalismo (1961)
- Textos que interessam a história do Romantismo I (1961)
- Textos que interessam a história do Romantismo II - revistas da época romântica (1963)
- Presença da Literatura Brasileira: história, crítica e antologia (1964) - em colaboração com Antonio Candido
- Manifestações literárias do Período Colonial 1500-1808/1836 (1965) - vol I
- Método e Interpretação (1965)
- Realidade e ilusão em Machado de Assis (Companhia Editora Nacional, 1969)
- Introdução ao estudo da literatura brasileira (1971)
- A Literatura Brasileira: origens e unidade (1500-1960) (1999) - 2 vols.
- Melhores contos - J. J. Veiga (2000)